# Eupithecia confluens
Eupithecia confluens är en fjärilsart som beskrevs av Karl Dietze 1910. Eupithecia confluens ingår i släktet Eupithecia och familjen mätare. Inga underarter finns listade i Catalogue of Life.